# ヘルミーネ・フォン・アンハルト＝ベルンブルク＝シャウムブルク＝ホイム
ヘルミーネ・アマーリエ・マリー・フォン・アンハルト＝ベルンブルク＝シャウムブルク＝ホイム（Hermine Amalie Marie von Anhalt-Bernburg-Schaumburg-Hoym, 1797年12月2日 - 1817年9月14日）は、オーストリア皇族のハンガリー副王ヨーゼフ・アントンの2番目の妃。

## 生涯
ヘルミーネはアンハルト＝ベルンブルク＝シャウムブルク＝ホイム侯ヴィクトル2世とその妃アマーリエ・フォン・ナッサウ＝ヴァイルブルクの4人の娘たちのうちの長女として生まれた。ヘルミーネは妹たちと一緒にホイムで育ち、高度な教育を授けられた。1812年にアンハルト＝ベルンブルク＝シャウムブルク＝ホイム侯家の男系が絶えると、女子相続人であるヘルミーネは侯領の一部であるホルツァッペル伯領とシャウムブルクを与えられた。
ヘルミーネは1815年8月30日、オーストリア皇帝フランツ1世の弟でハンガリー副王（宮中伯）を務めるヨーゼフ・アントン大公と結婚した。ヘルミーネは結婚当初まだ17歳だったのに対し、男やもめのヨーゼフ大公は39歳であった。ヘルミーネは19歳での初産で男女の双子を出産した際に急死し、アルチュート城の納骨堂に埋葬された。
1819年、ヨーゼフ大公はヘルミーネの従妹マリア・ドロテア・フォン・ヴュルテンベルクを3度目の妃に迎えた。

## 子女
ヘルミーネの子供たちは以下の二人である。
- ヘルミーネ・アマーリエ・マリー（1817年 - 1842年） - 修道女
- シュテファン・フランツ・ヴィクトル（1817年 - 1867年） - 1848年までハンガリー副王を務め、1848年以後は母の領地を継いでホルツァッペル＝シャウムブルク侯となった。